# Damnatio memoriae

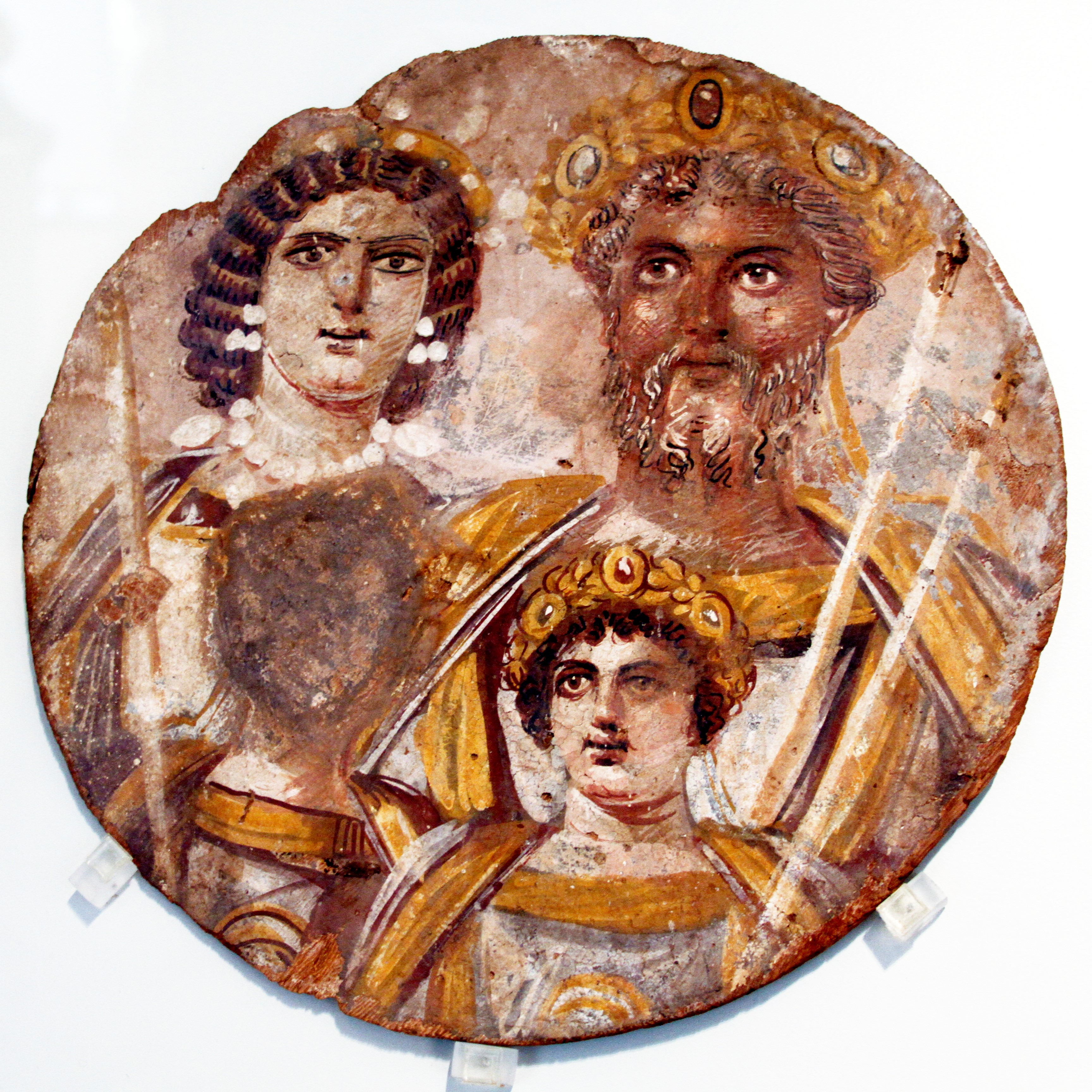
Damnatio memoriae z období vlády Severovské dynastie. Odstraněný obličej vlevo patří Getovi, kterého zavraždil jeho bratr Caracalla (vpravo). Nahoře jsou jejich rodiče, Septimius Severus a Iulia Domna

Damnatio memoriae (latinsky zatracení památky) znamenalo ve starověkém Římě odsouzení památky osoby. Byla vyhlašována například po smrti císařů, kteří se nějak provinili, většinou jejich nástupci. Následně byla odstraněna jejich jména ze všech nápisů a portréty ze všech veřejných památníků. Často se stávalo, že bývaly přetesány obličeje jejich soch nebo přemalovány jejich malířské portréty.
Takto byli po své smrti potrestáni například císařové Domitianus nebo Geta.